# رابرت باکن
رابرت باکن (به انگلیسی: Robert Buchan) (زاده ۱۹۴۹) کارآفرین، نیکوکار و مدیر ارشد اجرایی اسکاتلندی-کانادایی است، که در سال ۱۹۹۳ شرکت کینروس گولد را تأسیس کرد. کینروس گولد هم‌اکنون (۲۰۱۳) هفتمین استخراج کننده طلای جهان می‌باشد. باکن از ابتدای سال ۲۰۱۳ به‌عنوان رئیس دانشگاه هریوت-وات فعالیت می‌کند.